# Carmen Silvera
Carmen Dorothy Blanche Silvera (2. června 1922 – 3. srpna 2002) byla britská komediální herečka španělského původu, narozená v Kanadě. Žila v Coventry v Anglii, kam se přestěhovala se svou rodinou ještě jako dítě. V televizi se objevovala pravidelně od 60. let, největší popularity dosáhla v 80. letech díky hlavní roli Edith Artois v britském televizním seriálu Haló Haló. 

## Osobní život a herecká kariéra
Během druhé světové války byla Silvera evakuována do Montrealu a jen těsně unikla smrti, když bylo její jméno vyřazeno ze seznamu pasažérů vojenské lodi SS Athenia, která byla potopena nepřátelským útokem krátce po vyplutí. Na její palubě zahynulo 350 dětí. V Kanadě navštěvovala baletní soubor Ballets Russes a zatančila si ve třech představeních. Po návratu do Británie se začala věnovat herectví a studovala na London Academy of Music and Dramatic Art, poté získávala zkušenosti v repertoárovém divadle.